# Anker Kihle
Anker Kihle (ur. 19 kwietnia 1917, zm. 1 lutego 2000) – piłkarz norweski grający na pozycji bramkarza. W swojej karierze rozegrał 2 mecze w reprezentacji Norwegii.

## Kariera klubowa
W swojej karierze piłkarskiej Kihle grał w zespole Storms BK z miasta Skien.

## Kariera reprezentacyjna
W reprezentacji Norwegii Kihle zadebiutował 14 czerwca 1939 roku w wygranym 1:0 towarzyskim meczu ze Szwecją, rozegranym w Kopenhadze. Wcześniej, w 1938 roku, został powołany do kadry na mistrzostwa świata we Francji, jednak nie rozegrał na nich żadnego meczu. W kadrze narodowej rozegrał 2 mecze, oba w 1939 roku.